# N-623 (Spanje)
De N-623 is een weg in noord Spanje. Hij verbindt Burgos met Santander.
Hij start in Burgos bij de Autovía A-62 en de aansluiting op de N-I. Hij passeert de stad over de rivier Arlanzón. Daarna gaat hij noordwaarts waarbij er een aansluiting is met de N-627.
De weg gaat dan omhoog over de Puerto del Paramo de Masa en den Portillo del Fresno (1050 m) waarna het omlaag gaat naar het begin van de Ebro vallei. Daar is een aansluiting met de N-232 aan de oostzijde van de Embalse del Ebro. Daarna gaat de weg weer omhoog door de Cordillera Cantabria en over de Puerto del Escudo (1100m). Vervolgens gaat het verder door een smalle vallei waarna hij aankomt bij de N-634. Daarna gaat de weg noordoostwaarts richting Santander en de aansluiting met de Autovía A-67.
Autovías:
A-1
· A-2
· A-3
· A-4
· A-5
· A-6
· A-7
· A-8
· A-9
· A-10
· A-11
· A-12
· A-13
· A-14
· A-15
· A-16
· A-19
· A-21
· A-22
· A-23
· A-24
· A-26
· A-27
· A-28
· A-30
· A-31
· A-32
· A-33
· A-34
· A-35
· A-38
· A-40
· A-41
· A-42
· A-43
· A-44
· A-45
· A-47
· A-48
· A-49
· A-50
· A-51
· A-52
· A-53
· A-54
· A-55
· A-56
· A-57
· A-58
· A-59
· A-60
· A-62
· A-63
· A-64
· A-65
· A-66
· A-67
· A-68 
· A-70
· A-72
· A-73
· A-75
· A-76
· A-77
· A-80
· A-81
· A-83
· A-91

N-Wegen:
N-102
· N-104
· N-110
· N-111
· N-113
· N-120
· N-121
· N-121a
· N-121b
· N-121c
· N-122
· N-123
· N-124
· N-135
· N-138
· N-141
· N-145
· N-152
· N-204
· N-211
· N-220
· N-225
· N-230
· N-232
· N-234
· N-236
· N-237
· N-238
· N-240
· N-260
· N-301
· N-310
· N-320
· N-322
· N-323
· N-324
· N-325
· N-330
· N-331
· N-332
· N-333
· N-334
· N-335
· N-340
· N-341
· N-343
· N-344
· N-345
· N-350
· N-351
· N-357
· N-400
· N-401
· A-402
· N-403
· N-420
· N-431
· N-432
· N-433
· N-435
· N-441
· N-442
· N-443
· N-501
· N-502
· N-521
· N-525
· N-532
· N-536
· N-540
· N-541
· N-547
· N-550
· N-551
· N-552
· N-553
· N-554
· N-557
· N-601
· N-603
· N-610
· N-611
· N-620
· N-621
· N-622
· N-623
· N-625
· N-627
· N-629
· N-630
· N-631
· N-632
· N-634
· N-635
· N-636
· N-637
· N-640
· N-641
· N-642
· N-643
· N-651

Oude benummering Autovía's (wordt ook nog gebruikt):
N-I
· N-II
· N-III
· N-IV
· N-IVa
· N-V
· N-VI